# Адалберо фон Епенщайн (Бамберг)
Адалберо фон Епенщайн (на немски: Adalbero von Eppenstein, † 1057, Бамберг) от фамилията Епенщайни в Каринтия, e от 1053 г. до смъртта си епископ на Бамберг.

## Биография
Той е вторият син на Адалберо фон Епенщайн († 1039), херцог на Каринтия, и Беатрис († сл. 1025), дъщеря на Херман II, херцог на Швабия от Конрадините. Майка му е сестра на императрица Гизела Швабска, съпругата на император Конрад II. Големият му брат е Маркварт IV († 1076).
Адалберо последва през 1053 г. епископ Хартвиг. През 1057 г. епископ става Гунтер.